# Can Volard (Cànoves i Samalús)
Can Volard és una obra de Cànoves i Samalús (Vallès Oriental) inclosa a l'Inventari del Patrimoni Arquitectònic de Catalunya.

## Descripció
Edifici aïllat de planta rectangular. Consta de planta baixa, pis i golfes. Està cobert a dos vessants una mica desiguals. A la banda de l'esquerra i del darrere aprofita el desnivell del terreny per a la construcció de la casa. A la façana principal, orientada a migdia, hi ha un portal adovellat d'arc de mig punt i tres finestres emmarcades per carreus i amb ampit. A la banda del darrere hi ha un corral afegit.

## Història
Masia que es troba dintre de l'antic terme de Cànoves. Es troba esmentada en el fogatge de 1553. Habitava el mas en aquell moment Antoni Mora, alies Volart. Avui dia encara es conserva el cognom Volart.